# Didier Zuchuat
Didier Zuchuat, né en 1965 à Genève, est un exploitant de cinéma suisse et responsable du Centre de Documentation du Léman.

## Biographie
Didier Zuchuat passe son enfance à Genève, où il obtient un diplôme de l'école de commerce de Malagnou. À 18 ans, il part à Hollywood pour travailler dans la production cinématographique, avant de déménager à Paris où des connaissances l'initient au décor des cinémas. En 1985, il rentre à Genève et dirige pendant une vingtaine d'années sa propre société d'importation de VHS, disques laser et DVD. Il devient parallèlement un spécialiste de la Compagnie Générale de Navigation (CGN) et ainsi un pilier de l'Association Patrimoine du Léman, dont il est membre du comité depuis 1999. En 2009, il publie La Suisse, bateau-salon du léman, édité par Glénat. À partir de 2011, Il publie plusieurs articles au sujet de la navigation lémanique et restaure plusieurs bateaux historiques, tout en travaillant comme responsable du centre de documentation au Musée du Léman de Nyon,. Parallèlement, il poursuit des recherches dans l'histoire des salles de cinéma Suisses. En 2018, il est co-auteur de l'ouvrage Les bateaux de la CGN , publié par la Bibliothèque des Arts.
En 2013, il reprend la gestion du Ciné 17 à Genève et en 2015 il relance de Cinérama Empire,,,. 